# Raptawicka Turnia

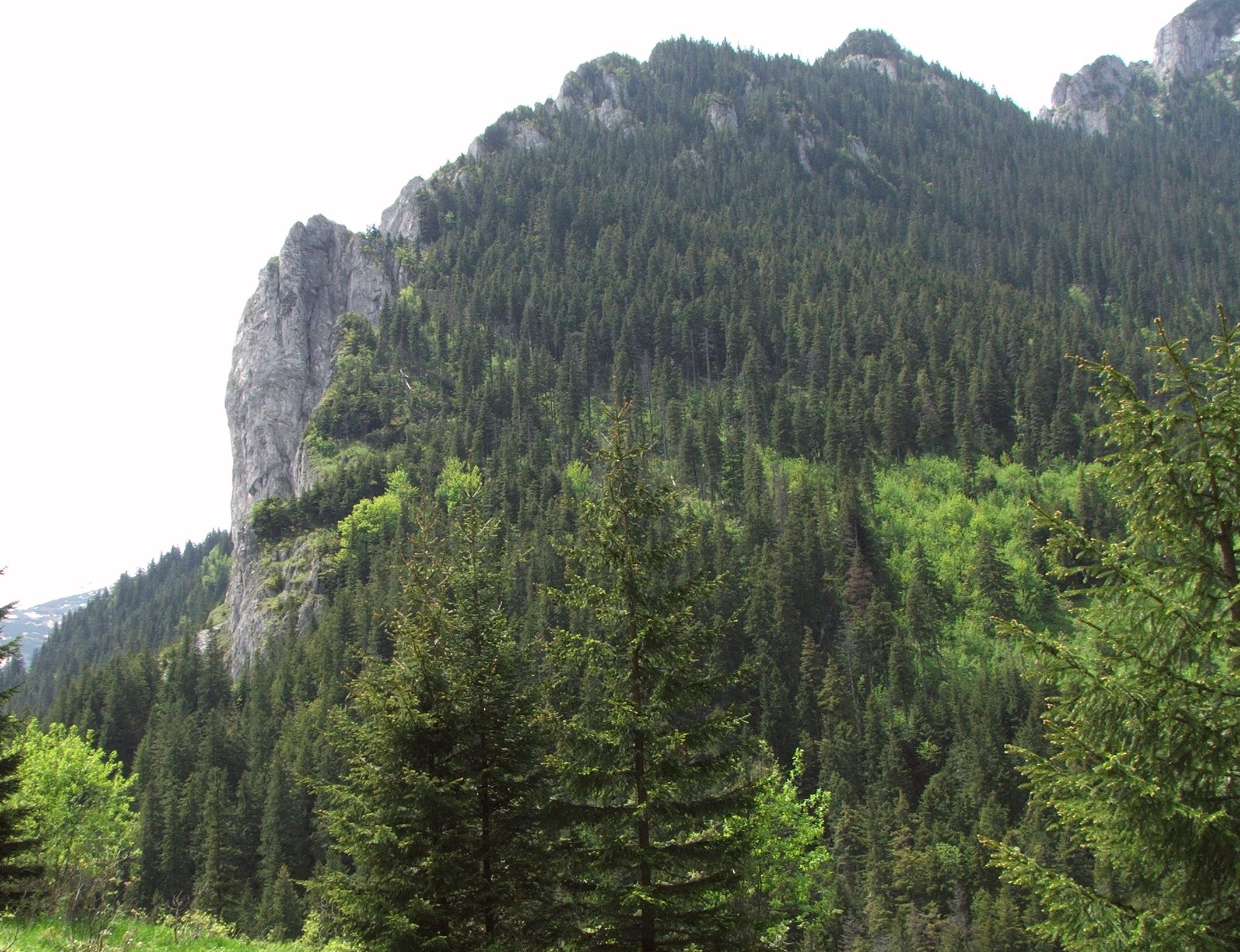
Raptawicka Turnia – widok od strony północnej

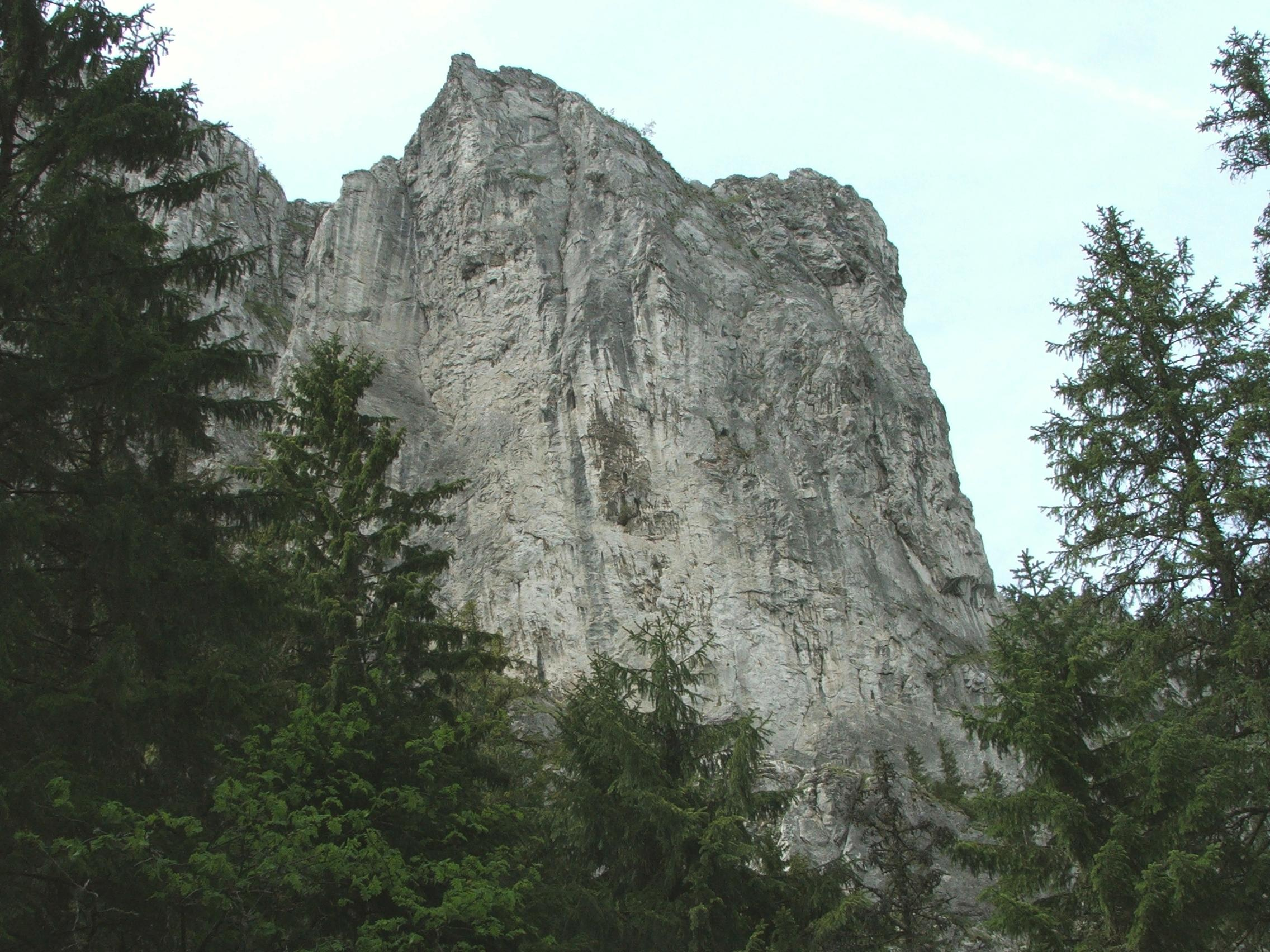
Raptawicka Turnia – widok od strony południowej

Raptawicka Turnia – wapienna turnia w Dolinie Kościeliskiej w Tatrach Zachodnich, po zachodniej stronie Kościeliskiego Potoku. Jej północne stoki zbiegają do Polany Pisanej i żlebu Żeleźniak, a południowe do niewielkiego żlebu zaczynającego się przy najwyższej części Raptawickiej Grani i uchodzącego do głównej gałęzi Doliny Kościeliskiej, od Doliny Smytniej oddzielonego niewyraźnym grzbietem. Stoki wschodnie to widoczne z Doliny Kościeliskiej skalne urwisko porośnięte częściowo lasem i murawą. Raptawicka Turnia wchodzi w skład grzbietu górskiego zwanego Raptawicką Granią. Ciągnie się on na zachód, stanowiąc część grani Kominiarskiego Wierchu. W Raptawickiej Turni znajdują się liczne jaskinie m.in. Jaskinia Mysia, Dziura pod Raptawicą, Jaskinia Mylna, Dziura nad Mylną, Dziura pod Mylną, Jaskinia pod Jaworem, Zamulona Dziura, Jaskinia Raptawicka, Jaskinia Obłazkowa, Dziura nad Jaskinią Raptawicką I, Dziura nad Jaskinią Raptawicką II, Meanderek nad Mylną, Szczelina nad Mylną, Sokole Okno, Szczelina nad Żlebem. Jaskinie Mysia i Dziura pod Raptawicą tworzą system Jaskinia Mysia – pod Raptawicą, Jaskinia Mylna, Raptawicka i Obłazkowa, tworzące system Jaskinie Pawlikowskiego, są udostępnione turystycznie. Prowadzą do nich czarny i czerwony szlak turystyczny wychodzące z głównej drogi biegnącej Doliną Kościeliską na zachód, ok. 100 m powyżej Skały Pisanej.
U zachodniego podnóża Raptawickiej Turni, w Kościeliskim Potoku znajduje się otwór wylotowy Jaskini Wodnej pod Raptawicką. Woda wypływająca z tej jaskini pochodzi w większości z Kościeliskiego Potoku, który kilkaset metrów powyżej częściowo zanika (tzw. ponor) – jego wody wpływają do podziemnych szczelin, wypływając właśnie w tej jaskini oraz w Jaskini Wodnej pod Pisaną.

## Szlaki turystyczne
Zboczami Raptawickiej Turni poprowadzone są dwa szlaki, prowadzące do znajdujących się w nich jaskiń. Początkowo biegną wspólnie, rozdzielają się po ok. 10 min. Częściowo ubezpieczone są łańcuchami.
 – czerwony do Jaskini Obłazkowej oraz Jaskini Mylnej. Od wejścia do Jaskini Mylnej jednokierunkowy. Przejście całego szlaku zajmuje ok. 50 min
 – czarny do Jaskini Raptawickiej ok. 15 min, zejście tą samą drogą